# Airberlin Technik
Die Airberlin Technik GmbH (kurz ABT, Eigenschreibweise airberlin technik) war ein Anbieter für Luftfahrzeug-Instandhaltungsdienstleistungen. Die hundertprozentige Tochtergesellschaft der Air Berlin PLC & Co. Luftverkehrs KG bot Instandhaltungen von Luftfahrzeugen sowie verschiedene Kabinenmodifikationen an. Die Gesellschaft befindet sich in Insolvenz. Die Aktiva der insolventen Airberlin Technik GmbH wurden mit ihren Stationen in Düsseldorf und Berlin und mehr als 200 Mitarbeitern von der Nayak-LM Germany GmbH Anfang 2018 übernommen.

## Geschichte
Für die Wartung der Boeing-737- und Airbus-320-Flotten der Air Berlin wurde ab 1991 der technische Bereich der Air Berlin ausgebaut. Im Zuge des Wachstums der Fluggesellschaft und der Übernahme der dba (Deutsche British Airways) im Jahre 2006 wurde ebenso das DBA Technical Department, das seit 1992 die Wartung der Boeing-737-Flotte der DBA verantwortete, übernommen und integriert.
Im Jahr 2007 kam es zur Übernahme der LTU durch Air Berlin. Die LTU hatte bereits seit 1955 einen eigenen Wartungsbetrieb, die LTU-Technik, die unter anderem die Wartung der De-Havilland-Dove, Tristar, MD11, Boeing-757, Boeing-767, Airbus-A330 und Airbus-A320-Familie für die LTU erbrachte und ebenfalls im Zuge der Übernahme auf die Airberlin überging.
Nachdem der Wartungsbereich der Airberlin einige Jahre nach geografischen Gesichtspunkten in die AB Luftfahrttechnik Berlin GmbH, AB Luftfahrttechnik Düsseldorf GmbH und AB Luftfahrttechnik Köln GmbH aufgeteilt war, wurden alle drei Gesellschaften am 1. April 2011 zur Airberlin Technik GmbH verschmolzen.
Im Zuge der Air-Berlin-Insolvenz wurde am 1. November 2017 auch über Airberlin Technik das Insolvenzverfahren wegen Zahlungsunfähigkeit eröffnet. Der Zuschlag für die Gesellschaft ging an eine Bietergemeinschaft des Logistikunternehmens Zeitfracht und des Wartungsanbieters Nayak Aircraft Services. An der Station Düsseldorf sollen 170, in Berlin weitere 80 Mitarbeiter übernommen werden. Von den ABT-Mitarbeitern sollen 700 in eine Beschäftigungs- und Qualifizierungsgesellschaft wechseln.

## Infrastruktur
Airberlin Technik hat zwei Hangars in Düsseldorf (10.000 m² und ca. 19.000 m²), sowie jeweils einen Hangar in München (12.000 m²) und Nürnberg (2.000 m²).

## Geschäftsbereiche
Neben Line und Base Maintenance bieten Airberlin Technikwerkstätten auch Wartungsmöglichkeiten für die folgenden Bereiche an: Avionik, Reifen und Bremsen, Blechwerkstatt, Werkstatt für Rettung und Sicherheit, Triebwerkswerkstatt und zerstörungsfreie Werkstoffprüfung. Airberlin Technik besitzt als zugelassener Part-21-Betrieb die Möglichkeiten, Modifikationen für ergänzende Musterzulassungen und Änderungen im Bereich Avionik und Kabinenausstattung zu entwickeln.
Airberlin Technik bietet hauptsächlich Wartung für die B737, A320 und A330 an, aber auch weitere Flugzeugmuster werden unterstützt.

## Standorte
Standorte in Deutschland
- Düsseldorf (Line und Base Maintenance)
- München (Line und Base Maintenance)
- Berlin-Brandenburg (Line und Base Maintenance)

Internationale Standorte
- Palma de Mallorca
- Punta Cana
- Zürich

Ehemalige Standorte
- Nürnberg
- Stuttgart
- Hamburg
- Frankfurt am Main
- Erfurt-Weimar (ERF) – zum 31. Oktober 2012 geschlossen[7]
- Dortmund (DTM) – zum 31. Oktober 2012 geschlossen[7]
- Münster-Osnabrück (FMO) – zum 31. Oktober 2013 geschlossen[8]
- Paderborn/Lippstadt (PAD) – zum 30. November 2015 geschlossen
- Köln/Bonn (CGN) – zum 31. Dezember 2015 geschlossen
- Berlin-Tegel – zum 8. November 2020 geschlossen

## Zertifizierungen
Airberlin Technik ist ein zertifizierter EASA-Part-145-Wartungsbetrieb und ist ebenfalls ein EASA-Part-21-zertifizierter Entwicklungsbetrieb. Die Abteilung Technical Training ist eine EASA-Part-147-zertifizierte Trainingsorganisation. Zusätzlich zu den EASA-Zertifizierungen hat Airberlin Technik Zertifikate von den Behörden der USA, Russland, Vereinigte Emirate, Jordanien, Südafrika, Israel und Katar.